# Leandro Lezcano
Leandro Nicolás Lezcano (Santa Fe, Argentina, 25 de julio de 1982) es un árbitro de baloncesto argentino. Internacional FIBA durante la década de 2010 —con presencia en los Juegos Olímpicos de Río 2016 y Tokio 2020 y en el Mundial 2019—, desde 2021 forma parte del colectivo arbitral de Euroliga y EuroCup. Reside en Barcelona y compagina su actividad europea con competiciones de la Federación Española de Baloncesto (EBA/LEB).

## Trayectoria
Formado como árbitro internacional en el marco de FIBA, ofició en grandes torneos de selecciones —incluidos los Juegos Olímpicos y la Copa del Mundo— antes de incorporarse al colectivo de Euroleague Basketball en 2021 tras la clínica de Liubliana. Su debut en Euroliga se produjo el 8 de octubre de 2021 en el ALBA Berlin–LDLC ASVEL. Desde su llegada a España ha ejercido en competiciones FEB —EBA y LEB Oro— y fue designado para la Copa Princesa 2024.

## Euroliga y EuroCup
Lezcano integra el listado oficial de árbitros de Euroliga desde la temporada 2021-22 y se mantiene en activo en 2024-25. En EuroCup también participa de forma regular con múltiples designaciones (por ejemplo, en las temporadas 2023-24 y 2024-25).
Partidos destacados
- Río 2016 (F, cuartos): España – Turquía (64–62, canasta ganadora de Anna Cruz).[11][12]
- Tokio 2020 (M, fase de grupos): Irán – Francia (Saitama).[13]
- Debut en Euroliga (08/10/2021): ALBA Berlin – LDLC ASVEL.[14]
- EuroCup 2024-25 (eliminatoria): Valencia Basket – U-BT Cluj-Napoca (Pabellón Fuente de San Luis, 12/03/2025).[15]

## Palmarés y reconocimientos
- Árbitro olímpico: Río 2016 y Tokio 2020 (varios encuentros en torneos masculino y femenino).[2]
- Copa del Mundo FIBA 2019: designado, incluyendo el Francia–Lituania (FIBA reconoció un error reglamentario en los instantes finales).[16][17]